# Plan BABI
 (juin 2017).
Si vous disposez d'ouvrages ou d'articles de référence ou si vous connaissez des sites web de qualité traitant du thème abordé ici, merci de compléter l'article en donnant les références utiles à sa vérifiabilité et en les liant à la section « Notes et références ».
Le plan BABI est un plan organisant la gestion des grands brûlés en Belgique. BABI est l'abréviation de Belgian association for burn injuries.
Les centre de brûlés de Belgique ont constitué une ASBL, la Belgian association for burn injuries (BABI), dont un des buts est de maintenir à jour un plan de coordination et de régulation des lits pour brûlés en cas d’urgence collective : le plan BABI. C'est un plan de gestion pré-hospitalière et inter-hospitalière des grands brûlés au cours des 72 heures après l’accident. En effet, en cas d’urgence collective, les lits pour brûlés risquent d’être en nombre insuffisant. Des services d’urgence classiques doivent alors prendre en charge des brûlés graves pendant plusieurs jours.
L'explosion de Ghislenghien a apporté une confirmation douloureuse à cette situation.

## Fonctionnement
Ce plan vise à régler les aides mutuelles entre les différents centres par une mise en alerte rapide, une augmentation des capacités, une réponse médicale rapide et adaptée, une répartition des transferts secondaires et une assistance réciproque avec les pays limitrophes. Le plan BABI peut être activé notamment par le Centre 100, le Dir-Med, l’Inspecteur d’hygiène fédéral ou le centre de brûlés le plus proche du sinistre.
Une centrale téléphonique a été mise en place au sein de l'hôpital militaire de Neder-Over-Heembeek , choisi pour sa situation centrale et le multilinguisme de son personnel. Elle est distincte du centre de brûlés situé dans le même hôpital. Elle prend contact journellement avec les centres de brûlés pour tenir à jour la liste des lits disponibles. En cas de déclenchement du plan BABI, elle collecte les informations, sur la nature du sinistre, le nombre et le type de victimes. Elle contacte ensuite tous les centres de brûlés. Les évacuations sont alors coordonnées et régulées.
La centrale assure aussi le suivi de l’évolution des patients et veille au rapatriement des patients admis à l’étranger. D’autre part, la B-Team (burn-team), équipe médicale spécialisée (chirurgien, anesthésiste et infirmier) dans le traitement des brûlures, est envoyée afin d’effectuer un triage des victimes. Elle apporte aussi son aide aux services d’urgence généraux ne disposant pas d’une expertise particulière en matière de brûlures. Ce triage évite le gaspillage des lits spécifiques Le plan BABI est donc un complément de la chaîne médicale en situation d’urgence collective. Par ailleurs, la BABI organise des réunions régulières, des symposiums et des formations.

## Centres de brûlés
La Belgique dispose de six centres de brûlés situés à Anvers, Gand, Liège, Louvain, et dans la ville de Bruxelles : l'HUDERF à Laeken (pour les cas pédiatriques) et l'hôpital militaire de Neder-over-Hembeek, pour un total de 65 lits, que l'on peut porter à 100 en cas de crise.